# Вишнёвка (Демидовский район)
Вишнёвка — деревня в Демидовском районе Смоленской области России. Входит в состав Карцевского сельского поселения. Население — 29 жителей (2007).

## Географическое положение
Расположена в северо-западной части области в 4 км к северу от Демидова, в 1,5 км восточнее автодороги Р133 Смоленск — Невель, на берегу реки Мятыль. В 52 км южнее деревни расположена железнодорожная станция Поселковая на линии Смоленск — Витебск.

## История
В годы Великой Отечественной войны деревня была оккупирована гитлеровскими войсками в июле 1941 года, освобождена в сентябре 1943 года..
В 1963 году указом Президиума Верховного Совета РСФСР деревня Немытьки Демидовского сельского района переименована в Вишнёвку.